# Nikolas Hill
Nikolas Hill (* 10. März 1972 in Hamburg) ist ein deutscher Jurist und ehemaliger politischer Beamter (CDU).
Er ist verheiratet und hat drei Töchter.

## Leben und Beruf
Nach einer Ausbildung bei der Allianz Versicherungs-AG folgte von 1995 bis 1999 ein Studium der Rechtswissenschaften an der Universität Hamburg, mit dem Abschluss der ersten juristischen Staatsprüfung. Anschließend hat er im Rahmen eines Graduiertenstipendium der Konrad-Adenauer-Stiftung in Hamburg und am Chartered Insurance Institute in London zum Dr. jur. promoviert. Seine darauf folgende Referendariatszeit hat er im Oktober 2001 unterbrochen, um als Grundsatzreferent des parteilosen Senators Jörg Dräger in der Wissenschaftsbehörde tätig zu sein. Ab Oktober 2002 setzte er sein Referendariat fort und beendete dieses im September 2004 mit der zweiten juristischen Staatsprüfung. Im Dezember 2004 erfolgte die Zulassung als Rechtsanwalt. Von Oktober 2004 bis Dezember 2005 war Hill Referent des Stellvertretenden NDR-Intendanten. Von 2006 bis zu seiner Ernennung zum Staatsrat war er als Senatsdirektor Leiter des Planungsstabes in der Hamburger Senatskanzlei.
Ab 15. März 2009 war Hill Staatsrat der Behörde für Kultur, Sport und Medien (vom 1. Oktober 2010 bis 23. März 2011 Behörde für Kultur und Medien, seitdem Kulturbehörde), die zunächst von Karin von Welck (parteilos), dann von August 2010 bis März 2011 von Reinhard Stuth (CDU) und seit der Wahl von Olaf Scholz zum Ersten Bürgermeister von Barbara Kisseler (parteilos) geführt wurde. Von Februar 2014 bis April 2015 war Hill Staatsrat der Behörde für Justiz und Gleichstellung.
Am 30. Juni 2015 wurde Hill Geschäftsführer der Hamburger Bewerbungsgesellschaft für die Olympischen Spiele 2024. Nachdem sich die Bürger Hamburgs am 29. November 2015 beim Olympiareferendum gegen die Bewerbung ausgesprochen haben, sollte die Bewerbungsgesellschaft zum 31. Dezember 2015 aufgelöst werden. Eine Parlamentarische Anfrage in der Hamburgischen Bürgerschaft ergab, dass Hill in der Zeit von Februar bis Ende November 2016 für die Liquidierung der Gesellschaft beschäftigt wurde. Von Januar 2017 bis März 2018 war er als Deutschland-Geschäftsführer des Beratungsunternehmens PLOT GmbH tätig.
Im März 2017 gründete Hill die Initiative „Haltung.Hamburg“, die sich im Rahmen des am 7./.8. Juli 2017 in Hamburg stattfindenden G20-Gipfels zum Ziel gesetzt hatte, den Hamburgerinnen und Hamburgern eine Plattform für eine friedliche und demokratische Auseinandersetzung mit dem Gipfeltreffen zu geben.
Seit April 2018 ist er Mitglied der Geschäftsleitung bei von Beust & Coll. Beratungsgesellschaft mbH & Co. KG und seit 2024 Geschäftsführender Gesellschafter.
2018 versuchte er als Mitgründer der „Hamburger Schulgenossenschaft“, die Schließung mehrerer katholischer Schulen in Hamburg zu verhindern.
Zusammen mit Thorsten Kausch und Franziska Hoppermann hat er 2019 für die CDU in Hamburg deren Wahlprogramm für die Bürgerschaftswahl 2020 entwickelt.
Gemeinsam mit dem damaligen Vorstandsvorsitzenden der ZEIT-Stiftung, Michael Göring, und dem derzeitigen Direktor des Centrums für europäische Politik, Henning Vöpel, gründete Hill im Jahr 2020 den Hamburg Konvent. Diese aus der Bürgergesellschaft heraus initiierte Idee setzte einen Impuls für eine öffentliche Debatte um das künftige Leitmotiv der Freien und Hansestadt Hamburg.
Hill beteiligte sich außerdem an der überparteilichen Initiative Hamburg - vor zur Welt, die sich zum Ziel gesetzt hat, an einer prosperierenden Zukunft Hamburgs zu arbeiten.
Nach den Bürgerschaftswahlen am 2. März 2025 nahm Hill als Teil der CDU-Delegation an den Gesprächen mit der SPD Hamburg zur Sondierung möglicher Koalitionsverhandlungen teil.
Hill ist zudem einer der Autoren des im Jahr 2023 im NOMOS Verlag aufgelegten Handkommentars der Verfassung der Freien und Hansestadt Hamburg.